# Nearcha caronia
Nearcha caronia är en fjärilsart som beskrevs av Swinhoe 1902. Nearcha caronia ingår i släktet Nearcha och familjen mätare. Inga underarter finns listade i Catalogue of Life.